# Yahya Sinwar
Yahya Ibrahim Hassan Sinwar (em árabe: يحيى ابراهيم حسن السنوار, translit. Yaḥyá Ibrāhīm Ḥasan al-Sinwār; Khan Yunis, 29 de outubro de 1962 – Rafa, 16 de outubro de 2024), mais conhecido como Yahya Sinwar, foi um líder palestino do Hamas na Faixa de Gaza e também presidente político do movimento, tendo assumido o cargo após a morte de Ismail Haniya em julho de 2024. Ele foi um dos co-fundadores do aparato de segurança do Hamas. Foi uma das figuras mais poderosas dentro do Hamas.
Em setembro de 2015, Sinwar foi designado como terrorista pelo governo dos Estados Unidos, com o Hamas e as Brigadas Izz ad-Din al-Qassam também foram designados como organizações terroristas pelos Estados Unidos, União Europeia e por outros países e organizações. Em maio de 2024, Karim Khan, o procurador do Tribunal Penal Internacional, anunciou a sua intenção de solicitar um mandado de detenção para Sinwar por crimes de guerra e crimes contra a humanidade, como parte da investigação do TPI na Palestina. Ele é amplamente considerado o cérebro por trás do ataque liderado pelo Hamas em 7 de outubro de 2023 contra Israel. O grupo vinha planejando o ataque por dois anos, com Sinwar buscando envolver o Hezbollah e o Irã, evitando confrontos para manter o elemento surpresa. Ao lançar o ataque mais mortal da história israelense, Sinwar desencadeou uma violenta guerra com Israel que resultou em destruição generalizada, incontáveis baixas civis e desestabilização do Oriente Médio.
Sinwar foi morto em 16 de outubro de 2024, durante um tiroteio com o exército israelense.

## Início de vida
Sinwar nascido Yahya Ibrahim Hassan Sinwar, em 1962, em um campo de refugiados em Khan Yunis, quando estava sob o domínio egípcio, onde passou seus primeiros anos. Sua família é de Al-Majdal Asqalan (Ashkelon), que se mudou para a Faixa de Gaza em 1948. Após se formar no ensino médio na Escola Secundária de Khan Yunis para Meninos, ele ingressou na Universidade Islâmica de Gaza, onde obteve um diploma de bacharel em Estudos árabes.

## Carreira
Sinwar foi preso pela primeira vez em 1982 por atividades subversivas e passou vários meses na prisão de Far'a, onde conheceu outros ativistas palestinos, incluindo Salah Shehade, e se dedicou à causa palestina. Preso novamente em 1985, após sua libertação, ele e Rawhi Mushtaha co-fundaram a organização de segurança Munazzamat al Jihad w’al-Dawa (Majd), que trabalhava, entre outras coisas, para identificar espiões israelenses no movimento palestino, e que em 1987 se tornou a "polícia" do Hamas.
Em 1988, ele planejou o sequestro e assassinato de dois soldados israelenses e o assassinato de quatro palestinos que ele suspeitava estar cooperando com Israel, pelo qual foi preso, condenado por assassinato e sentenciado a quatro prisões perpétuas em 1989. Ele tentou escapar várias vezes, mas sempre foi capturado. Em 2008, enquanto cumpria pena de prisão em Israel, ele foi operado para remover um tumor em seu cérebro para salvar sua vida. Sinwar cumpriu 22 anos de sua pena e foi o prisioneiro palestino mais graduado libertado entre outros 1 026 em uma troca de prisioneiros em 2011 por Gilad Shalit, um soldado das Forças de Defesa de Israel (IDF) que havia sido mantido refém pelo Hamas por cinco anos.
Em fevereiro de 2017, Sinwar foi eleito secretamente líder do Hamas na Faixa de Gaza, sucedendo a Ismail Haniya. Em março, ele estabeleceu um comitê administrativo controlado pelo Hamas para a Faixa de Gaza, o que significava que ele se opunha a qualquer compartilhamento de poder com a Autoridade Palestina em Ramallah. Sinwar rejeita qualquer reconciliação com Israel. Ele instou os militantes a capturar mais soldados israelenses. Em setembro de 2017, uma nova rodada de negociações com a Autoridade Palestina começou no Egito, e Sinwar concordou em dissolver o comitê administrativo do Hamas em Gaza. Mais recentemente, ele silenciou as vozes radicais em Gaza, anulando o uso de túneis que Muhammad Deif queria usar para infiltrar combatentes em Israel antes que fossem desativados pela nova tecnologia classificada israelense em 2017.
Em 16 de maio de 2018, em um anúncio inesperado na Al Jazeera, Sinwar afirmou que o Hamas buscaria uma "resistência pacífica e popular", abrindo a possibilidade de que o Hamas, considerado uma organização terrorista por muitos países, pudesse desempenhar um papel nas negociações com Israel. Uma semana antes, ele havia encorajado os habitantes de Gaza a romper o cerco israelense, dizendo: "Preferimos morrer como mártires do que morrer de opressão e humilhação", acrescentando: "Estamos prontos para morrer, e dezenas de milhares morrerão conosco".
Em março de 2021, ele foi eleito para um segundo mandato de quatro anos como líder do Hamas na Faixa de Gaza em uma eleição realizada em segredo. Ele é o mais alto funcionário do Hamas em Gaza e o governante de facto de Gaza, além de ser o segundo membro mais poderoso do Hamas após Haniyeh.
Em 15 de maio de 2021, foi relatado que um ataque aéreo israelense atingiu a casa do líder do Hamas, sem detalhes imediatos sobre mortos ou feridos. O ataque ocorreu na região de Khan Yunis, no sul de Gaza, em meio a crescente tensão entre israelenses e palestinos. No entanto, na semana seguinte, ele apareceu publicamente pelo menos quatro vezes. A mais óbvia e ousada delas foi em uma coletiva de imprensa em 27 de maio de 2021, quando mencionou (no ar) que voltaria para casa após a coletiva de imprensa (a pé) e convidou o Ministro da Defesa de Israel a tomar a decisão de assassiná-lo nos próximos 60 minutos, até que ele chegasse em casa. Sinwar passou a próxima hora vagando pelas ruas de Gaza e tirando selfies com o público.

### Saúde
Em 1 de dezembro de 2020, Sinwar testou positivo para a COVID-19 e, segundo relatos, estava seguindo as orientações das autoridades de saúde e tomando medidas de precaução. Um porta-voz do grupo também afirmou que ele estava em "boa saúde e [...] cumprindo suas funções como de costume."

## Morte
Segundo o governo israelense, Sinwar teria sido o idealizador do ataque do Hamas contra Israel em 7 de outubro de 2023. Quando as forças armadas israelenses retaliaram, iniciando uma violenta guerra em Gaza, Sinwar se tornou um dos alvos principais, especialmente após a morte de outras lideranças do Hamas. Durante a guerra contra Israel, ele foi um dos líderes da resistência do Hamas.
Em 17 de outubro de 2024, as Forças de Defesa de Israel (IDF) e o Shin Bet disseram que estavam investigando se Sinwar estava entre os três indivíduos mortos em uma operação em Gaza realizada no dia anterior, embora nem Israel nem o Hamas tenham feito qualquer confirmação oficial. Os soldados da IDF que estavam investigando um ataque contra membros do Hamas encontraram um corpo com uma semelhança impressionante com Sinwar e uma amostra de DNA foi coletada.
A IDF confirmou, por meio de análise de DNA, que Sinwar foi morto um dia antes em Gaza durante um tiroteio com a IDF. A polícia de Israel disse em um comunicado que o corpo correspondia aos registros dentários e impressões digitais de Sinwar. O primeiro-ministro Benjamin Netanyahu declarou que a morte de Sinwar marca o início de uma nova era sem o domínio do Hamas sobre Gaza, pedindo aos habitantes de Gaza que aproveitem a oportunidade para se libertar de sua tirania e acrescentando que os reféns serão poupados se eles se renderem e os libertarem.